# ألفرد راسل والاس

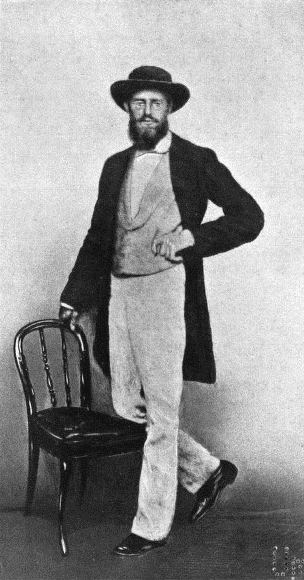
صورة فوتوغرافية للعالم ألفرد راسل والاس أخذت له في سنغافورة في 1862 م

ألفرد راسل والاس (بالإنجليزية: Alfred Russel Wallace)‏ عالم طبيعة بريطاني ومستكشف وجغرافي وعالم أنثروبولوجيا وعالم أحياء. اشتهر بتطوير نظريّة التطوّر من خلال الانتقاء الطبيعي. نُشرت ورقته حول هذا الموضوع بالاشتراك مع بعض كتابات تشارلز داروين في عام 1858. دفع هذا داروين إلى نشر أفكاره الخاصّة في كتاب «أصل الأنواع». قام والاس بعمل ميداني واسع النطاق، أولاً في حوض نهر الأمازون ثم في أرخبيل الملايو، حيث حدّد الفجوة الحيوانية التي تسمّى بخط والاس، الذي يفصل بين الأرخبيل الإندونيسي إلى قسمين متمايزين: جزء غربي توجد فيه الحيوانات ذات الأصل الآسيوي، وجزء شرقي توجد فيه الحيوانات ذات الأصل الأسترالي.
كان يعتبر الخبير الرائد في القرن التاسع عشر في التوزيع الجغرافي للأنواع الحيوانية، ويسمّى أحياناً «والد الجغرافيا الحيوية». كان والاس أحد المفكّرين التطوريين الرائدين في القرن التاسع عشر وقدّم العديد من المساهمات الأخرى في تطوير النظريّة التطوريّة إلى جانب كونه أحد المشاركين في اكتشاف الانتقاء الطبيعي. وشملت هذه النظريّة مفهوم تلوّن التحذير عند الحيوانات وتأثير والاس، وهي فرضيّة حول الكيفيّة التي يمكن أن يساهم بها الانتقاء الطبيعي في التكاثر من خلال تشجيع تطوير الحواجز ضد التهجين. كان كتاب والاس لعام 1904 بعنوان «مكان الإنسان في الكون» أول محاولة جديدة قام بها عالم الأحياء لتقييم احتماليّة الحياة على كواكب أخرى. كما كان أيضاً أحد أوائل العلماء الذين قاموا بكتابة استكشاف جدّي لموضوع ما إذا كانت هناك حياة على المريخ.
انجذب والاس بقوّة إلى الأفكار غير التقليديّة (مثل التطوّر).بسبب دعوته للروحانية وإيمانه بأصل غير مادّي للأجزاء العقلية العليا، توتّرت علاقاته مع بعض أعضاء المؤسسة العلميّة.
إلى جانب العمل العلمي، كان ناشطاً اجتماعيّاً انتقد كل ما اعتبره نظاماً اجتماعيّاً واقتصاديّاً ظالماً (كالرأسمالية) في بريطانيا في القرن التاسع عشر. أدّى اهتمامه بالتاريخ الطبيعي إلى كونه أحد أوائل العلماء البارزين الذين أثاروا المخاوف بشأن التأثير البيئي للنشاط البشري. كان أيضاً مؤلّفاً غزير الإنتاج للكتب التي تتناول القضايا العلمية والاجتماعية؛ كانت رواياته عن مغامراته وملاحظاته خلال استكشافه لسنغافورة وإندونيسيا وماليزيا وأرخبيل الملايو، ذات شعبيّة كبيرة وتحظى بتقدير كبير.
واجه والاس صعوبات مالية طيلة حياته. كانت رحلاته إلى الأمازون والشرق الأقصى مدعومة ببيع العينات التي يجمعها، وبعد أن خسر معظم الأموال الكبيرة التي جناها من تلك المبيعات في استثمارات فاشلة، كان عليه أن يدعم نفسه في الغالب من المنشورات التي كتبها. على عكس بعض معاصريه في المجتمع العلمي البريطاني، مثل داروين وتشارلز لايل، لم يكن لديه ثروة عائليّة للرجوع إليها، ولم ينجح في العثور على وظيفة مأجورة طويلة الأمد، كما لم يتلقّ أي دخل منتظم حتى حصل على معاش حكومي صغير -بسبب جهود داروين في هذا الأمر- في عام 1881.

## السيرة الذاتية

### النشأة
وُلد ألفريد والاس في قرية لانادبوك الويلزية، بالقرب من أوسك، مونماوثشاير. كان الثامن بين تسعة أطفال لتوماس فير والاس وماري آن جرينيل. كانت ماري آن إنكليزية وكان توماس والاس من أصل اسكتلندي. عائلته، مثل العديد من العائلات التي تحمل اسم والاس، ادعت وجود صلة قرابة مع ويليام والاس، قائد القوات الاسكتلندية خلال حروب الاستقلال الإسكتلندي في القرن الثالث عشر. تخرج توماس والاس في القانون لكنه لم يمارس المهنة مطلقًا. كان يمتلك بعض العقارات المدرة للدخل، لكن استثماراته السيئة ومشاريعه التجارية الفاشلة أدت إلى تدهور مستمر في الوضع المالي للعائلة. كانت والدته من عائلة إنكليزية من الطبقة المتوسطة من هيرتفورد، شمال لندن. عندما كان والاس في الخامسة من عمره، انتقلت عائلته إلى هيرتفورد. التحق هناك بمدرسة هيرتفورد للقواعد حتى أجبرت الصعوبات المالية أسرته على إخراجه منها عام 1836 عندما كان عمره 14 عامًا.
انتقل والاس بعدها إلى لندن للعيش مع شقيقه الأكبر جون، وهو تلميذ بنّاء يبلغ من العمر 19 عامًا. كان الانتقال تدبيرًا مؤقتًا حتى أصبح وليام، أخوه الأكبر، قادرًا على توظيفه مسّاحًا متدربًا. أثناء وجوده في لندن، حضر ألفريد محاضرات وقرأ الكتب في معهد لندن للميكانيكا (بيركبيك الحالي، جامعة لندن). تعرض في المعهد للأفكار السياسية الراديكالية للمصلح الاجتماعي الويلزي روبرت أوين إضافة إلى أفكار توماس باين. غادر لندن عام 1837 للعيش مع وليام والعمل كمتدرب معه لستّ سنوات.
في نهاية عام 1839، انتقل الاثنان إلى كينغتون، هيرفورد، بالقرب من الحدود الويلزية، قبل أن يستقرا في النهاية في نيث في جلامورجان الويلزية. بين عامي 1840 و 1843، قام والاس بمسح للأراضي في ريف غرب إنجلترا وويلز. بحلول نهاية عام 1843، تراجعت أعمال وليام بسبب الظروف الاقتصادية الصعبة، فغادر والاس البالغ من العمر عشرين  عامًا في شهر يناير.
إحدى نتائج سفرات والاس المبكرة كانت الجدال حول جنسيته. بما أنه وُلد في مونماوثشاير، اعتبرت بعض المصادر أنه ويلزي. ومع ذلك، فقد شكك بعض المؤرخين في صحة ذلك الادعاء لأن أيًا من والديه لم يكن ويلزيًا، وعائلته عاشت لفترة وجيزة فقط في مونماوثشاير. اعتبره الويلزيون الذين عرفهم في طفولته انكليزيًا، ولأن والاس نفسه أشار باستمرار إلى أنه إنكليزي وليس ويلزي، صرّح أحد العلماء أن التفسير الأكثر منطقية هو أن والاس كان رجلًا إنكليزيًا وُلد في ويلز.
بعد فترة وجيزة قضاها دون عمل، عُين معلمًا في مدرسة كوليجيت في ليستر ليدرّس الرسم ووضع الخرائط والمسح. قضى والاس ساعات عديدة في مكتبة ليستر: قرأ مقالًا عن مبدأ السكان بقلم توماس روبرت مالتوس، وفي إحدى الأمسيات التقى بعالم الحشرات هنري بيتس. كان بيتس حينها يبلغ من العمر 19 عامًا، وفي عام 1843 نشر ورقة عن الخنافس في مجلة زولوجيست (عالم الحشرات). أصبح صديقًا لوالاس وبدأ في جمع الحشرات معه.  توفي ويليام في مارس من العام 1845، وترك والاس منصبه التدريسي ليتولى إدارة شركة شقيقه في نيث، لكنه وأخاه جون فشلا في المهمة. بعد بضعة أشهر، وجد والاس عملًا كمهندس مدني لشركة قريبة كانت تعمل على إجراء مسح لسكك حديدية مقترحة في  وادي نيث.
تضمن عمل والاس في الاستطلاع قضاء الكثير من الوقت في الهواء الطلق في المناطق الريفية، ما سمح له بالانغماس في شغفه الجديد بجمع الحشرات. أقنع والاس شقيقه جون بالانضمام إليه في تأسيس شركة أخرى للهندسة المدنية والتصميم المعماري، والتي نفذت عددًا من المشاريع بما في ذلك تصميم مبنى لمعهد نيث ميكانيكس، الذي تأسس عام 1843. أعجب وليام جيفونز، مؤسس المعهد، بوالاس وأقنعه بإلقاء محاضرات هناك في العلوم والهندسة. في خريف عام 1846، اشترى ألفريد وشقيقه جون كوخًا بالقرب من نيث، عاشا فيه مع والدتهما وشقيقتهما فاني (توفي والده عام 1843).
خلال هذه الفترة، قرأ ألفريد بشره، وتبادل الرسائل مع بيتس حول أطروحة روبرت شامبرز المنشورة دون اسم للكاتب عن التاريخ الطبيعي للخليقة، وحول كتاب تشارلز داروين «سفر البيغل»، وحول مبادئ تشارل لييل للجيولوجيا.

### اكتشاف ودراسة العالم الطبيعي
بإلهام من سجلات علماء الطبيعة الأوائل والمعاصرين بما في ذلك ألكساندر فون همبولت وإيدا لورا فايفر وتشارلز داروين وخاصة ويليام هنري إدواردز، قرر والاس أنه هو أيضًا يريد السفر إلى الخارج كعالم في الطبيعة. عام 1848، غادر والاس وهنري بيتس إلى البرازيل على متن المركب ميستشيف. كانت نيتهم جمع الحشرات وغيرها من العينات الحيوانية في غابات الأمازون المطيرة لمجموعاتهم الخاصة، وبيع المكرر منها للمتاحف وجامعيها في بريطانيا من أجل تمويل الرحلة، كما أعرب والاس عن أمله في جمع أدلة على تحول الأنواع.
أمضى والاس وبيتس معظم عامهما الأول في التجميع قرب بيليم، ثم انطلقا كلٌ على حدى لاستكشاف اليابسة، ليجتمعوا في بعض الأحيان  لمناقشة ما توصلا إليه من نتائج. عام 1849، انضم إليهما لفترة وجيزة مستكشف شاب آخر هو عالم النبات ريتشارد سبروس إلى جانب شقيق والاس الأصغر هيربرت. غادر هربرت بعد ذلك بفترة وجيزة (توفي بعد عامين بالحمى الصفراء)، لكن سبروس، كما بيتس، سيقضي أكثر من عشر سنوات في التجميع بأمريكا الجنوبية.
واصل والاس رحلته في ريو نيغرو لمدة أربع سنوات، جمع خلالها العينات ودوّن الملاحظات عن الشعوب واللغات التي واجهها وكذلك الجغرافيا والنباتات والحيوانات هناك. في 12 يوليو من العام 1852، عاد والاس إلى المملكة المتحدة على متن السفينة هيلين. بعد 26 يومًا في البحر، اشتعلت النيران في السفينة فاضطر الطاقم على تركها. فُقدت جميع العينات التي كانت مع والاس والتي جمعها في الغالب خلال رحلتها الاخيرة، والأهم من ذلك أنه فقد عامين من حياته. تمكن من إنقاذ بعض الملاحظات والرسومات بقلم رصاص وغيرها، لكن ما أُنقذ كان القليل القليل مقارنة بما فُقد.
قضى والاس والطاقم عشرة أيام في قارب مفتوح قبل أن يستقّلا المركب جورديسون الذي كان يبحر من كوبا إلى لندن. ضاقت أحوال جوردنسون بسبب الركاب غير المتوقعين، لكن بعد تقنين قاسٍ للطعام، وصلت السفينة أخيرًا إلى وجهتها في 1 أكتوبر من العام 1852.
بعد عودته إلى المملكة المتحدة، قضى والاس 18 شهرًا في لندن وهو يعيش على مدفوعات التأمين الخاصة بمجموعته المفقودة وبيع بعض العينات التي شُحنت إلى بريطانيا قبل بدء استكشافه لريو نيغرو. لقد تأثر والاس كثيرًا بعظمة الغابة البكر وبتنوع وجمال الفراشات والطيور فيها وبلقائه الأول مع الهنود في منطقة نهر أوابيس وهي تجربة لم ينسها أبدًا. خلال هذه الفترة، على الرغم من فقدانه جميع الملاحظات تقريبًا من رحلته إلى أمريكا الجنوبية، فقد كتب ست أوراق أكاديمية (تضمنت كتاب «على سعادين الأمازون») إضافة إلى كتابين آخرين. كان لوالاس أيضًا علاقات مع عدد من علماء الطبيعة البريطانيين الآخرين.
من عام 1854 إلى عام 1862، سافر والاس عبر أرخبيل الملايو أو جزر الهند الشرقية (المعروفة اليوم بسنغافورة وماليزيا وإندونيسيا)، لجمع العينات للبيع ودراسة التاريخ الطبيعي. يمكن العثور على مجموعة من 80 هيكلًا عظميًا للطيور جمعها في إندونيسيا والوثائق المرتبطة بها في متحف جامعة كامبريدج لعلم الحيوان. كان لدى والاس ما يصل إلى مائة مساعد جمعوا نيابة عنه. من بين هؤلاء كان مساعده الأكثر ثقة علي الذي أطلق عليه فيما بعد علي والاس. بينما جمع والاس الحشرات، جمع مساعدوه عينات الطيور بما في ذلك حوالي 5000 جمعها علي. أدت ملاحظات والاس للاختلافات بين الحيوانات عبر مضيق ضيق في الأرخبيل إلى اقتراحه للحدود الحيوانية التي تعرف الآن باسم خط والاس.

## نظرية التطور

### التفكير التطوري الأول
على عكس داروين، بدأ والاس مسيرته كطبيعي رحّال يؤمن بالفعل بتحويل الأنواع، كان قد نادى سابقاً بهذا المفهوم كل من جان بابتيست لامارك وجيفري سان هيلير وإراسموس داروين وروبرت غرانت والعديد من العلماء الآخرين. تم مناقشة هذا المفهوم على نطاق واسع، ولكن لم يتم قبوله بشكل عام من قبل كبار علماء الطبيعة، واعتبر البعض أن هذا المفهوم يملك دلالات جذريّة بل وثوريّة أيضاً.
قام علماء التشريح والجيولوجيون البارزون مثل جورج كوفير وريتشارد أوين وآدم سيدجويك وتشارلز لايل بمهاجمة ذلك المفهوم بقوّة. كما اقترح أن والاس قبل فكرة تحويل الأنواع جزئيّاً لأنّه كان يميل دائماً إلى تفضيل الأفكار الراديكاليّة في السياسة والدين والعلوم، ولأنّه كان منفتحاً بشكل غير معتاد على الأفكار الهامشيّة في العلوم.
كما تأثّر بشدّة بعمل روبرت تشامبرز، آثار التاريخ الطبيعي للخليقة، وهو عمل مثير للجدل للغاية في مجال العلوم الشعبية حيث نشر في عام 1844، ودعا العمل إلى أصل تطوري للنظام الشمسي والأرض والكائنات الحيّة. كتب والاس لهنري بيتس في عام 1845:
في عام 1847، كتب لبيتس:

### الاصطفاء الطبيعي وداروين
بحلول شباط/فبراير 1858، كان والاس مقتنعاً ببحثه الجغرافي في أرخبيل الملايو حول التطوّر. كما كتب لاحقاً في سيرته الذاتيّة:
وفقاً لسيرته الذاتيّة، فقد كان والاس أثناء وجوده في السرير مصاباً بالحمّى، فكّر في فكرة توماس روبرت مالتوس حول الفحص الإيجابي لنمو السكان البشري وتوصّل إلى فكرة الاصطفاء الطبيعي. قال والاس في سيرته الذاتيّة أنه كان في جزيرة تيرنيت في ذلك الوقت؛ لكن المؤرخين شكّكوا في ذلك، قائلين أنّه على أساس المجلّة التي احتفظ بها في ذلك الوقت، كان في جزيرة جيلولو. من عام 1858 إلى عام 1861 استأجر منزلاً على جزيرة تيرنيت بالقرب من الهولندي مارتن ديرك فان رينيس فان دويفينبودي. استعمل هذا المنزل كمخيّم أساسي للبعثات إلى جزر أخرى مثل جيلولو.
كان والاس قد التقى داروين لفترة وجيزة، وكان أحد العلماء الذين تم دعمهم بواسطة ملاحظات داروين. على الرغم من ضياع رسالة والاس الأولى إلى داروين، إلا ان والاس احتفظ بعناية بالرسائل التي تلقّاها. في الرسالة الأولى، المؤرّخة في 1 أيّار/ مايو 1857، علّق داروين أن رسالة والاس المؤرّخة في 10 تشرين الأول/ أكتوبر التي تلقاها مؤخراً، وكذلك ورقة والاس «حول القانون الذي ينظّم إدخال أنواع جديدة» لعام 1855، أظهرت أنهما كلاهما يدعمان الفكرة نفسها ويوصلان إلى حد ما إلى نفس الاستنتاجات، وقال انّه يستعد لنشر عمله في غضون عامين تقريباً.
قالت الرسالة الثانية، المؤرخة 22 كانون الأول/ ديسمبر 1857، كم كان سعيداً بأن والاس استطاع التنبؤ بالتوزيع، مضيفاً أنّه «بدون تكهّنات، لا توجد ملاحظة جيّدة ومبتكرة» بينما علّق قائلاً «أعتقد أنني أذهب إلى أبعد من ذلك بكثير». وثق والاس برأي داروين حول هذا الموضوع وأرسل مقالته في شباط/فبراير 1858، بعنوان «ميل الأصناف إلى مغادرة النوع الأصلي إلى أجل غير مسمّى»، مع طلب أن يقوم داروين بمراجعتها وإحالتها إلى تشارلز لايل إذا اعتقد أنّها تستحق ذلك.

## مساهمات علمية أخرى

### الجغرافيا الحيوية والبيئة
في عام 1872، وبسبب دعوة العديد من أصدقائه –بما في ذلك داروين وفيليب سلاتر وألفريد نيوتن-، بدأ والاس في البحث عن مراجعة عامّة للتوزيع الجغرافي للحيوانات. لم يتمكّن من إحراز تقدّم كبير في البداية، جزئياً لأن أنظمة التصنيف لأنواع كثيرة من الحيوانات كانت في حالة تغير مستمر في ذلك الوقت. استأنف العمل بجديّة في عام 1874 بعد نشر العديد من الأعمال الجديدة حول التصنيف. بتوسيع النظام الذي طوّرته شركة سلاتر للطيور –والذي قسم الأرض إلى ستّ مناطق جغرافية منفصلة لوصف توزيع الأنواع- ليشمل الثديات والزواحف والحشرات أيضاً، أنشأ والاس الأساس لمناطق علم الحيوان التي لاتزال مستخدمة حتّى اليوم. وناقش جميع العوامل المعروفة آنذاك للتأثير على التوزيع الجغرافي الحالي والماضي للحيوانات داخل كل منطقة جغرافيّة.

### المشاكل البيئية
ساعد العمل المكثف الذي قام به والاس في مجال الجغرافيا الحيوية على جعله يدرك تأثير الأنشطة البشريّة على العالم الطبيعي. في الطبيعة المداريّة وغيرها من المقالات (1878)، حذّر من مخاطر إزالة الغابات وتعرية التربة، وخاصة في المناخات المداريّة المعرّضة لهطول الأمطار الغزيرة. وأشار إلى التفاعلات المعقّدة بين الغطاء النباتي والمناخ، وحذّر من أن تطهير الغابات المطيرة على نطاق واسع لزراعة البن في سيريلانكا والهند سيؤثّر سلباً على المناخ في تلك البلدان ويؤدّي إلى إفقارها في نهاية المطاف بسبب تعرية التربة.

## معرض صور

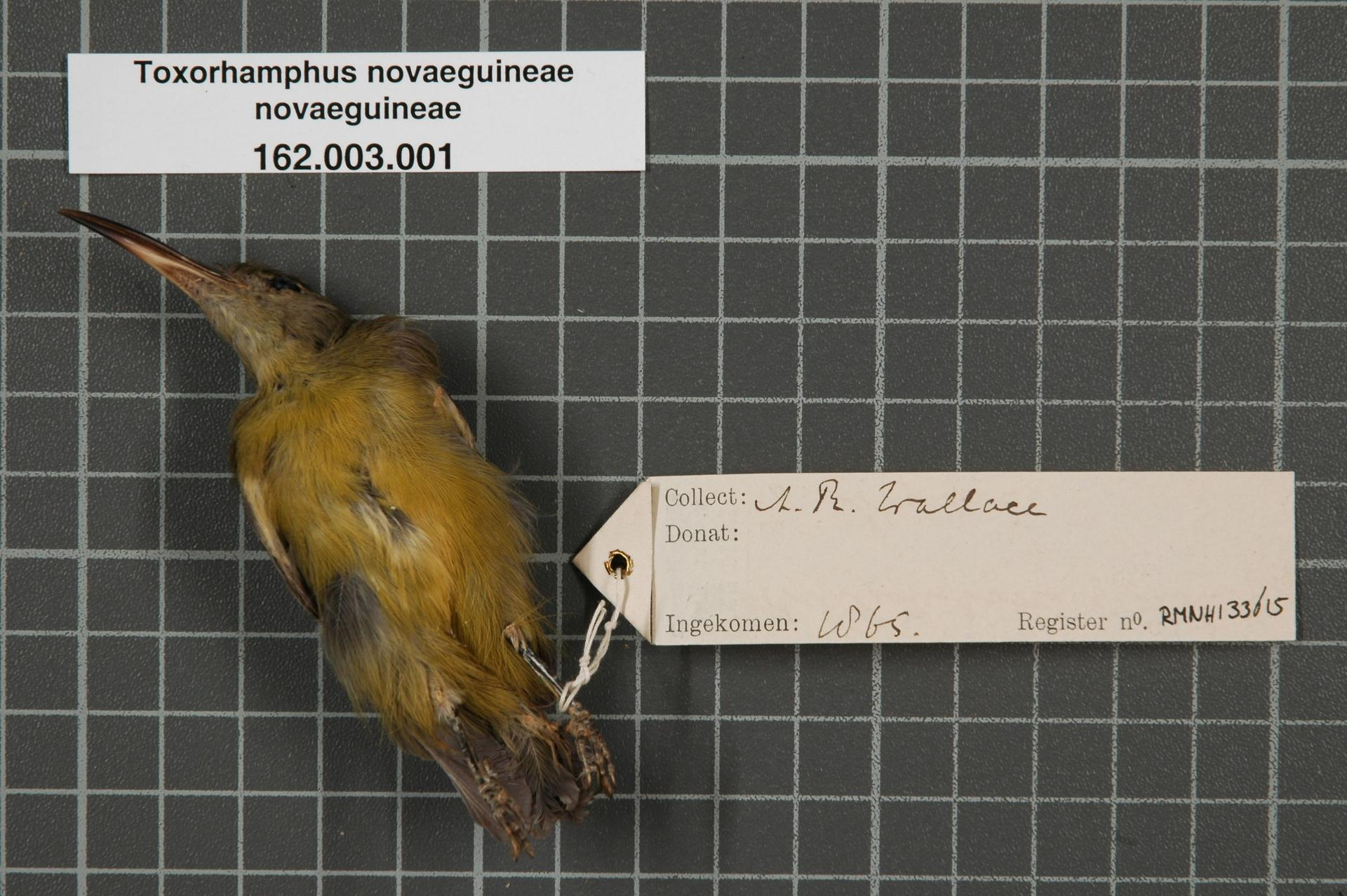
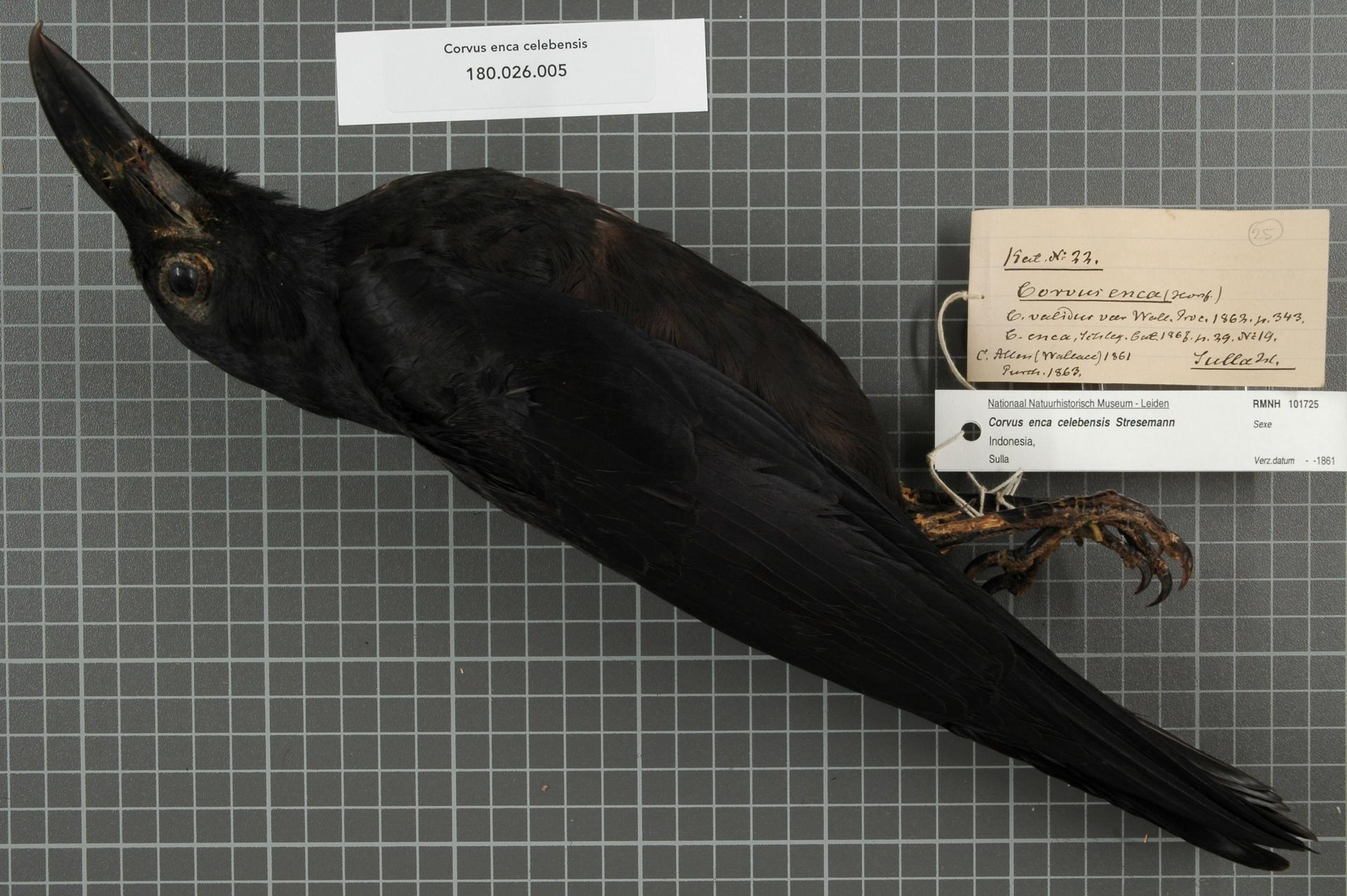
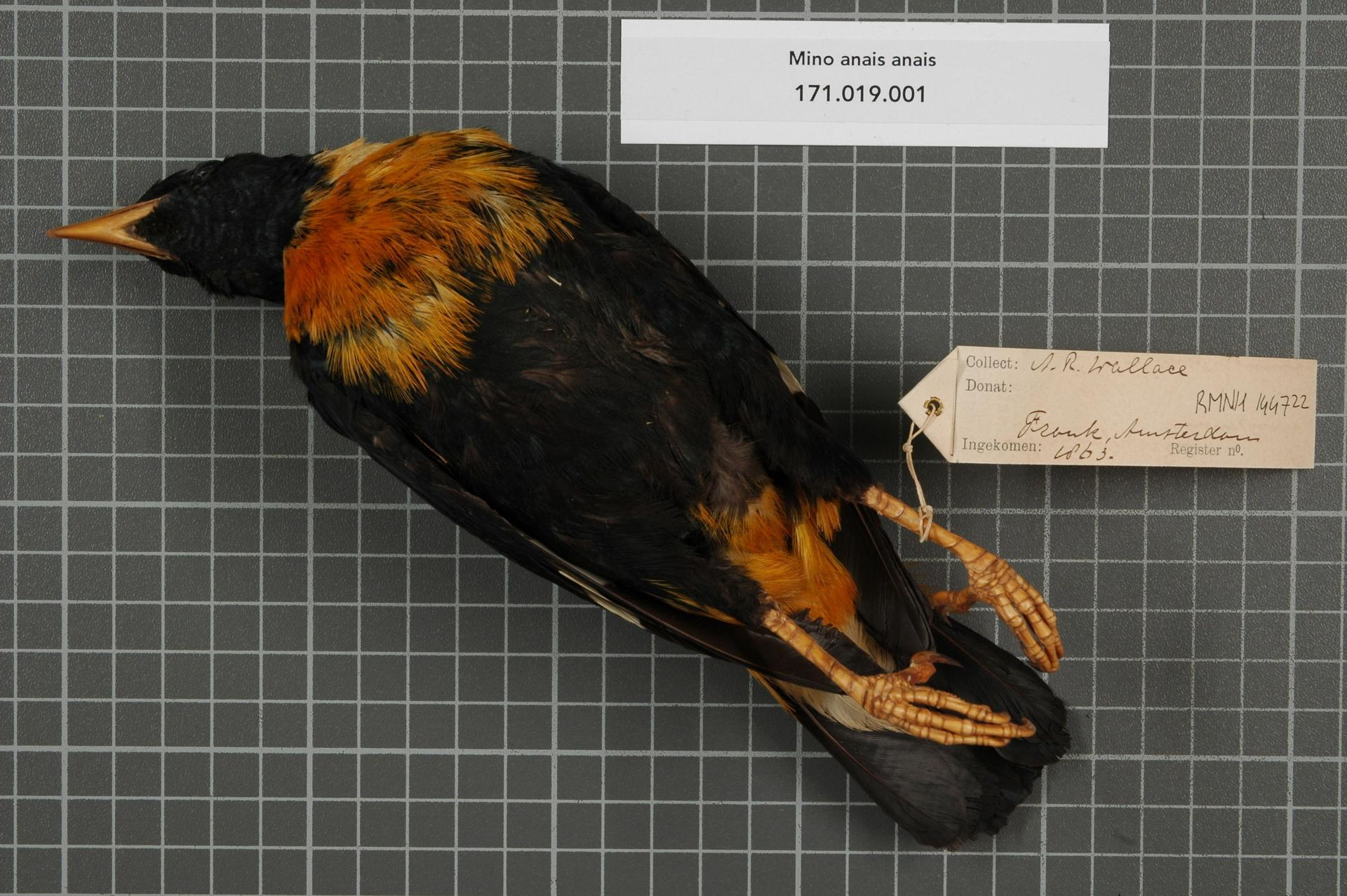
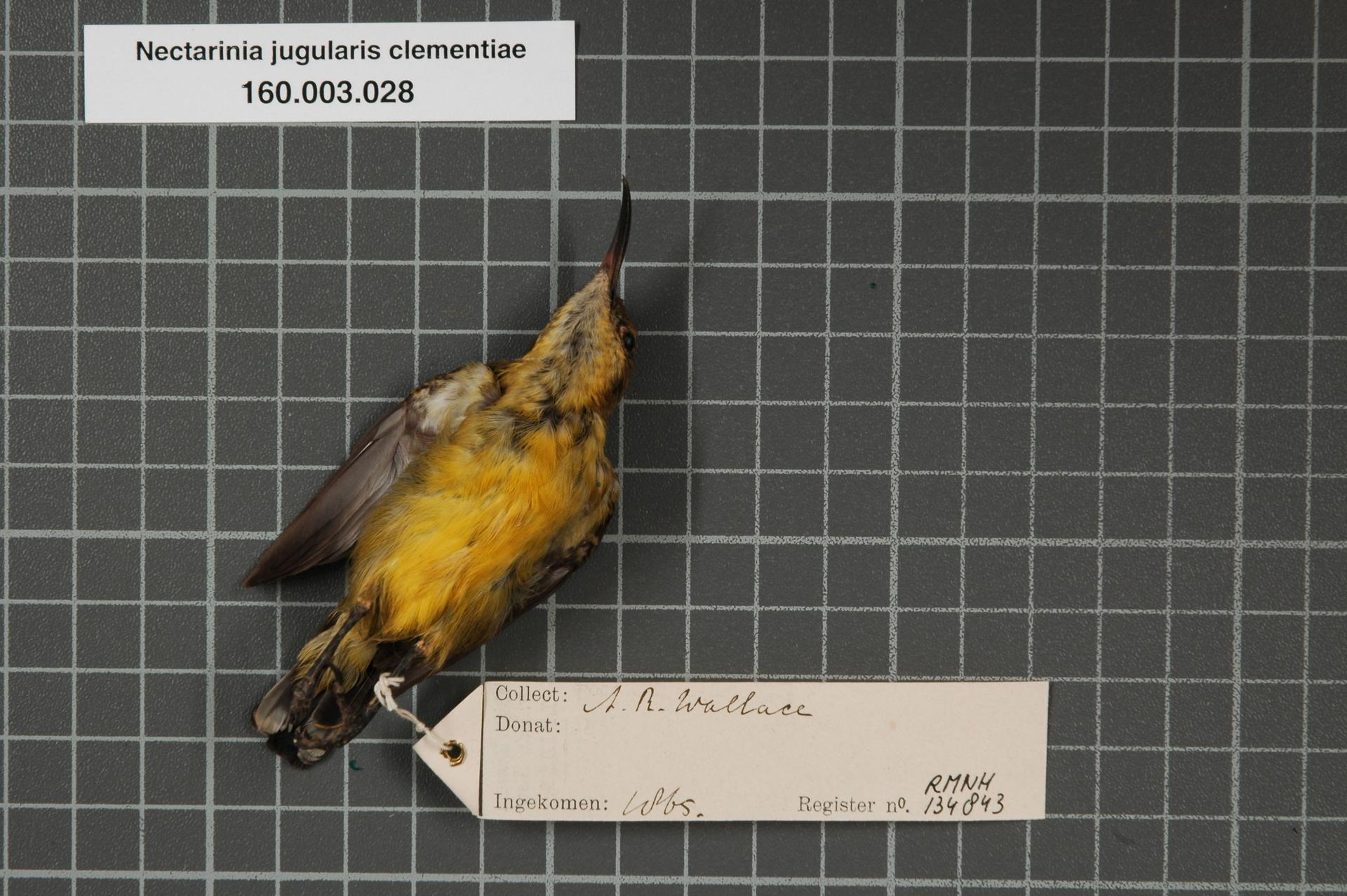
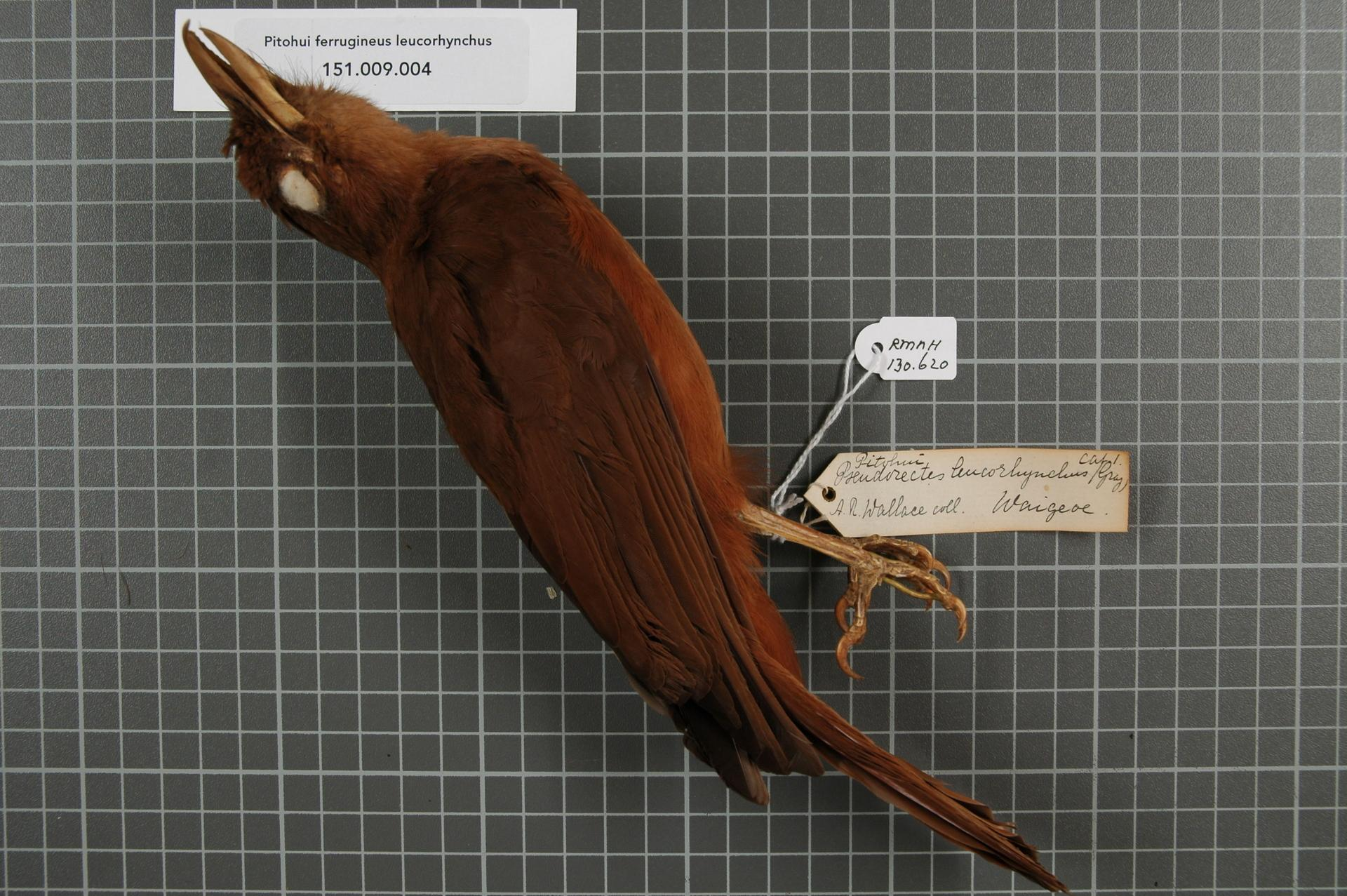

## روابط خارجية
- ألفرد راسل والاس على موقع الموسوعة البريطانية (الإنجليزية)
- ألفرد راسل والاس على موقع ميوزك برينز (الإنجليزية)
- ألفرد راسل والاس على موقع إن إن دي بي (الإنجليزية)